# Caenis tardata
Caenis tardata är en dagsländeart som beskrevs av Mcdunnough 1931. Caenis tardata ingår i släktet Caenis och familjen slamdagsländor. Inga underarter finns listade i Catalogue of Life.